# Das Deutsche Führerlexikon
Das Deutsche Führerlexikon ist ein nationalsozialistisches biographisch-organisatorisches Nachschlagewerk aus dem Jahr 1934 über Minister und hohe Ministerialbeamte des frühen NS-Staates, Funktionäre der NSDAP, SA, SS und anderer Parteigliederungen sowie über Personen des öffentlichen Lebens.

## Geschichte
Das Deutsche Führerlexikon erschien bei der Verlagsanstalt Stollberg und gliedert sich in zwei Abschnitte mit jeweils eigener Paginierung. Der 1. Teil („Biographischer Teil“) erstreckt sich über 552 Seiten und umfasst mehr als 1500 biographische Einträge, zum Teil mit Photographien der beschriebenen Personen. Das Gros der biographierten Personen sind Minister und hohe Ministerialbeamte sowie Funktionäre der NSDAP, der SA, der SS und anderer Parteigliederungen, zu einem geringeren Teil sonstige Personen des öffentlichen Lebens, wie Wirtschaftsführer und Bischöfe. Sämtliche verzeichnete Personen sind Männer, Frauen fehlen komplett. Der 2. Teil („Aufbau in Bewegung, Staat und Volk“) ist 156 Seiten lang und bietet eine Übersicht über den organisatorischen Aufbau von Ministerien und anderen Staatsbehörden, von Parteidienststellen und Unterorganisationen der NSDAP sowie von sonstigen mehr oder weniger bedeutenden öffentlichen Körperschaften.
Das Buch erschien in einer ersten Auflage im Juni 1934 und spiegelt den Stand von April/Mai 1934 wider. Diese Ausgabe wurde jedoch aufgrund der Ereignisse der Röhm-Affäre im Juli 1934 zurückgezogen. Ein überarbeiteter Neudruck (der nicht als solcher gekennzeichnet ist) erschien im August. Das Geleitwort gibt den 2. August als Stand der Informationen an. Im Neudruck wurden einige Personen, die in der ursprünglichen Ausgabe enthalten waren, getilgt. Im Register wurden ihre Namen mit kleinen weißen Streifen überklebt. Die Artikel zu ihnen im Artikelteil wurden in der Druckvorlage durch weiße Flecken ersetzt, so dass an verschiedenen Stellen der zweiten Auflage scheinbar sinnlose längere weiße Unterbrechungen zwischen einigen Artikeln stehen.
Neben der pragmatischen Funktion des Führerlexikons als einer Art Handbuch des öffentlichen Lebens erfüllte es auch propagandistische Zwecke, indem es zu einer Verherrlichung der porträtierten Personen und Organisationen beitrug. Die politische Tendenz kommt allerdings mehr im Vorwort als in den meist recht nüchtern äußere biographische Stationen und Funktionen aneinanderreihenden Kurzbiographien zum Tragen. Die biographischen Skizzen beruhen größtenteils auf Selbstangaben der dargestellten Personen gegenüber dem Verlag. Dementsprechend besteht die Möglichkeit, dass die dargestellten Personen ihre Vita ihren persönlichen Interessen oder gemäß ihren Wünschen, wie sie wahrgenommen werden wollten, entsprechend „schönfärbten“. Außerdem wurde das Werk einer Parteiamtlichen Prüfungskommission der NSDAP vorgelegt.

## Kritik und Rezeption
In der wissenschaftlichen Forschung wird das Führerlexikon als Quelle zur Eruierung unverfänglicher biographischer Basisdaten herangezogen, beispielsweise zur Ausbildung einer bestimmten Person in ihrer Jugend oder zu Angaben über offizielle Funktionen zu einem bestimmten Zeitpunkt, wobei sich auf das Werk stützende Forscher häufig kommentierend erwähnen, dass die Angaben des Buches mit Vorsicht zu sehen sind. Ferner ist das Werk für Aussagen auf Metaebene herangezogen worden. So kam Joachim Fest in seiner Skizze über Joachim von Ribbentrop in seinem Buch Das Gesicht des Dritten Reiches zu dem Ergebnis, dass Ribbentrop trotz seiner Stellung als Leiter eines Außenpolitischen Büros der Partei 1934 noch eine recht bedeutungslose oder zumindest in Kreisen der Parteileitung der NSDAP nicht sonderlich wertgeschätzte Persönlichkeit gewesen sei, da das Führerlexikon von 1934 noch keinen Eintrag zu ihm gehabt habe, während es sogar zahlreiche niedere Funktionsträger (wie zum Beispiel Kreisleiter) beinhalte.
Daniel Lerner, Ithiel de Sola Pool und George K. Schueller legten im Rahmen der Stanford-Elitestudien in den 1950er Jahren eine Analyse der nationalsozialistischen Elite vor, die auf dem Führerlexikon beruht. Dabei wurde ein Zehntel (159 Personen) der in dem Werk enthaltenen ausführlichen Biographien nach einem Zufallsverfahren als Sample ausgewählt und ausführlich ausgewertet, um im Rahmen des Induktionsverfahrens allgemeine Rückschlüsse über die Führungsriege des Regimes als sozialer Gruppe zu gewinnen. Michael Rademacher kritisierte diesen Ansatz, da er aufgrund des Umstandes, das „wichtige Gruppen“ wie die Regierungspräsidenten in dem Werk fehlen, davon ausgeht, dass „nicht nach objektiven Kriterien die für den nationalsozialistischen Staat wichtigsten Persönlichkeiten vorgestellt werden, sondern dass die Auswahl eher willkürlich ist“. Er vertritt die Auffassung, dass das Buch nur zur Untersuchung der Selbstdarstellung der NSDAP als Elite geeignet ist, nicht aber für eine Untersuchung „der tatsächlichen Zusammensetzung der Elite des Dritten Reiches.“ Er selbst nutzt es in seinem Werk über die Kreisleiter der NSDAP nur zur Rekonstruktion von Einzelbiographien, nicht aber für allgemeine Aussagen über die von ihm untersuchte Gruppe als sozialer Einheit. Auch David Schoenbaum gibt zu bedenken, dass das Buch kein definitives Bild gibt, wer eine führende Persönlichkeit im NS-Staat war, sondern lediglich solche Personen präsentiert, deren Vorstellung als wichtige Persönlichkeit für zweckmäßig und erstrebenswert gehalten wurde ([it] was no guaranteed guide to who was who, to who was a Führer, but only to those it was thought expedient or desirable to call a Führer). So bemerkt er in Anlehnung an Lerner, dass insbesondere die Militärs, wie z. B. Erwin Rommel, Alfred Jodl oder Heinz Guderian nicht aufgenommen wurden.
Bewertungen des Buches aus der Nachkriegszeit sind meist kritisch, zugleich aber seine Nützlichkeit als Quelle anerkennend: Oron J. Hale nennt das Buch etwa: „Aufschlußreich insbesondere hinsichtlich NS-Größen der zweiten Garnitur“.

## Ausgaben
- Das Deutsche Führerlexikon. Verlag Otto Stollberg, Berlin 1934. DNB-Link

## Forschungsliteratur
- Harold Dwight Lasswell, Daniel Lerner: World Revolutionary Elites: Studies in Coercive Ideological Movements. Greenwood Press, Westport 1980, ISBN 978-0313225727 (englisch).